# Pößnitz (Drau)
Die Pößnitz (auch Pößnitzbach, am Beginn bei einem Nebenlauf auch Glanzbach genannt) oder Pessnitz, slowenisch Pesnica, ist ein 69 km langer linker Nebenfluss der Drau (Drava) in den Windischen Büheln und im Pettauer Feld.
Die Pößnitz entspringt im Norden der Katastralgemeinde Pößnitz, einem Ort an der österreichisch-slowenischen Grenze bei Glanz an der Weinstraße und fließt zunehmend südwärts über Kungota (Sankt Kunigund), Pesnica (Pößnitzhofen), Lenart (St. Leonhard), Trnovska vas (Ternovetzdorf),  Sveti Andraž v Slovenskih goricah (Sankt Andrä in den Windischen Büheln), Juršinci (Jurschinzen), Dornava (Dornau),  Gorišnica (Gorischnitz)  zur Mündung in die Drau westlich von Ormož (Friedau) auf dem Pettauer Feld (Ptujsko polje).
Der Bach wird in alten Unterlagen auch „Untere Pesnitz“ genannt (mit langem s „Peſnitz“ geschrieben). Die erste schriftliche Erwähnung fand im Jahr 1139 als „usque in Pesnich“ statt. Der Name ist slawischen Ursprungs und bedeutet „Sandbach“.

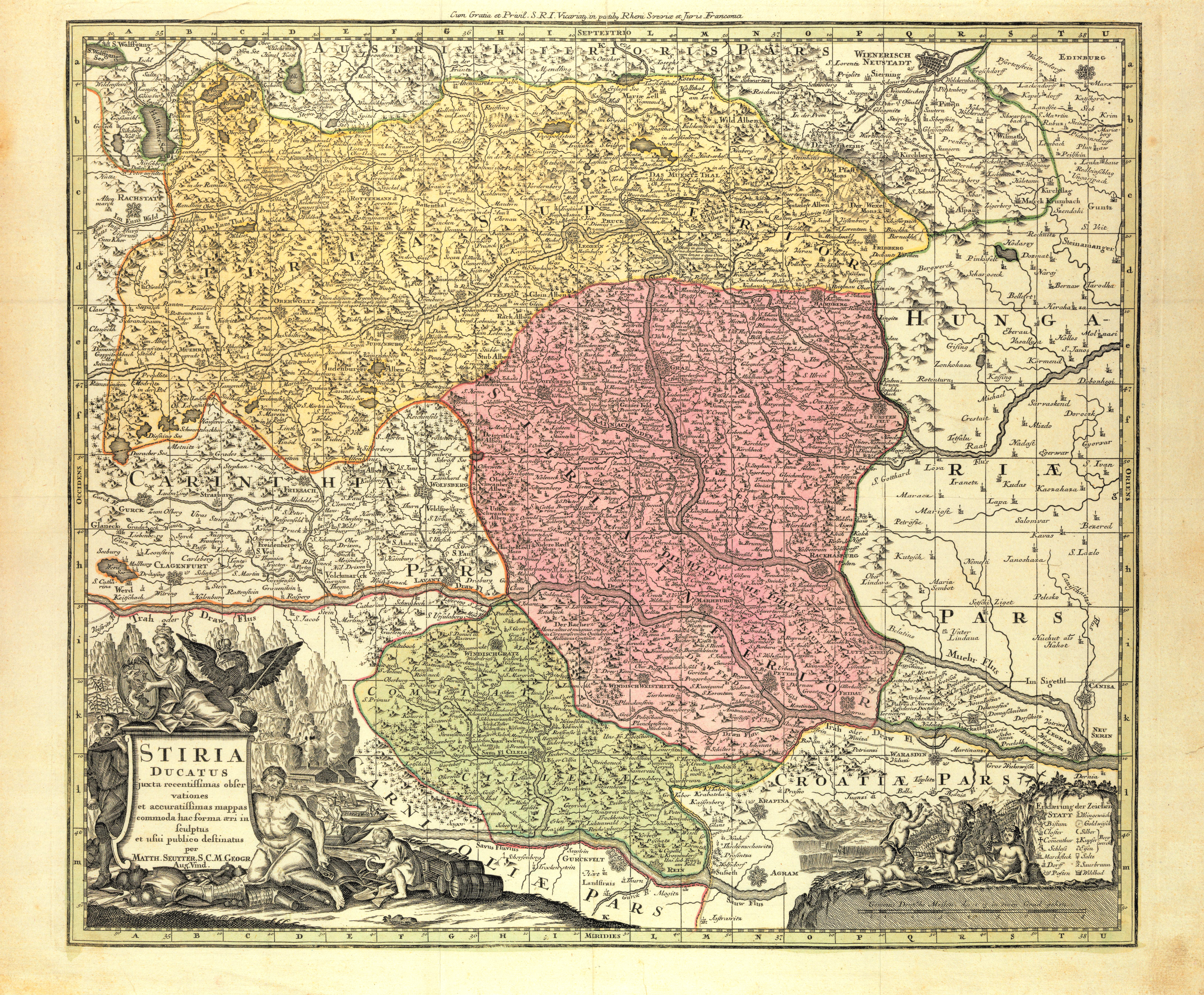
Die „Untere Peſnitz“ im 18. Jahrhundert (unterhalb der Mitte, rechts).

Der gleichnamige Pößnitzbach zur Saggau (früher: „obere Pesnitz“) entspringt ebenfalls bei Pößnitz. Dass zwei Bäche auf beiden Seiten eines Talüberganges den gleichen Namen tragen, ist im Alpenraum bei alten Namen an Verkehrswegen üblich, vergl. Tauernbach. Der Talzug der beiden Pößnitzbäche markiert die Grenze des Poßruck (Kozjak) zu den nordöstlich vorgelagerten Windischen Büheln (Slovenske Gorice).